# Itinerarium regis Ricardi
L'Itinerarium Regis Ricardi (en entier Itinerarium Peregrinorum et Gesta Regis Ricardi) est un récit en prose latine de la Troisième Croisade (1189-1192). La première partie du livre se concentre sur les conquêtes de Saladin et les premières étapes de la croisade, avec une longue description de l'expédition de l'empereur Frédéric Barberousse. Le reste du livre décrit la participation du roi Richard Ier d'Angleterre à la croisade.

## Auteur
L'Itinerarium était autrefois attribué à Geoffrey de Vinsauf et considéré comme un récit de première main. En fait, il aurait plutôt été compilé par Richard de Templo, un chanoine de l'Ordre des Trinitaires, à Londres, au début des années 1220, sur la base d'au moins deux mémoires contemporaines perdues. La première partie est similaire à la continuation dite latine de Guillaume de Tyr, qui semble être une version retravaillée de l'Itinerarium. La deuxième partie, en particulier, est étroitement liée à un poème anglo-normand sur le même sujet, l'Estoire de la Guerre Sainte d'Ambroise. Il n'est pas clair si Richard de Templo a participé ou non à la troisième croisade, mais certaines des différences entre son texte et l'Estoire d'Ambroise indiquent qu'il écrivait à partir de connaissances de première main.
Un seul manuscrit de ce texte est conservé, à la bibliothèque du Corpus Christi College à Cambridge.
L'édition de Stubbs de l'Itinerarium (série de Rolls, 1864) est apparue avant que le manuscrit du poème d'Ambroise ait été découvert. Hans E. Mayer a publié une édition d'une version antérieure du texte en 1962 et Helen J. Nicholson a traduit l'édition de Stubb en 1997.

## Éditions
- William Stubbs (ed.), Itinerarium Peregrinorum et Gesta Regis Ricardi, 1864 Lire en ligne.
- Hans E. Mayer, Das Itinerarium Peregrinorum. Eine zeitgenössische englische Chronik zum dritten Kreuzzug in ursprünglicher Gestalt. Stuttgart, Anton Hiersemann, 1962.
- Helen J. Nicholson, The Chronicle of the Third Crusade: The Itinerarium Peregrinorum et Gesta Regis Ricardi. Aldershot, Ashgate, 1997.
- Anon. translation, Itinerary of Richard I and others to the Holy Land (Cambridge, Ontario, 2001) (pdf)